# تشيلي باند
تشيلي باند (بالإنجليزية: Chilli Band)‏ هي فرقة موسيقية سورية أختصت بعزف وغناء الموسيقى اللاتينية تأسست من سبعة موسيقيين في منتصف عام 2009م في دمشق.

## أعضاء الفرقة

### العازفون
- رئيس الفرقة وبيانو: طارق سكيكر
- كونتر باص - باص غيتار: فجر العبد الله
- غيتار: همام نابوتي
- تيمبالس: مضر سلامة
- كونغا: هادي الحمصي
- بركشن: عبد الرحمن مطر
- عود: عدنان فتح الله
- ناي: محمد فتيان
- ترومبيت: دلامة شهاب، راني الياس
- ساكسفون: نادر عيسى، أحمد ناصح

### غناء
- جوزيف ترتريان
- أريج زيات
- سناء بركات
- ريم زيات

### الراقصون
- ريناتا مجبل
- معروف ديوانة

## نمط الفرقة
تقوم الفرقة بعزف مجموعة من أهم مؤلفات موسيقى أمريكا اللاتينية كالسالسا والتشاتشا والمامبو والبوليرو وغيرها التي قام بتأليفها وأدائها نخبة من ألمع نجوم الفن والموسيقى اللاتينيين.

## المشاركات
- أحيت الفرقة عددمن الحفلات الموسيقية ضمن فعالية تظاهرة موسيقى على الطريق لدعم الفرق الموسيقية الشابة بين عامي 2009 و 2010
- حفل موسيقي بمشاركة عدد من المغنين والراقصين المحترفين مطلع عام 2010 في دار أوبرا دمشق بعنوان (تحية من دمشق إلى هافانا)
- حفل أواخر شهر تشرين الأول من العام 2011 وحمل الحفل عنوان Latin Lives in Syria
- حفل بمناسبة أعياد نهاية العام 2014 في دار أوبرا دمشق

## وصلات خارجية
- صفحة الفيسبوك الرسمية